# Liste der Kulturdenkmäler in Großentaft
Die folgende Liste enthält die in der Denkmaltopographie ausgewiesenen Kulturdenkmäler auf dem Gebiet des Ortsteils Großentaft der Gemeinde Eiterfeld, Landkreis Fulda, Hessen.
Hinweis: Die Reihenfolge der Denkmäler in dieser Liste orientiert sich an der Anschrift, alternativ ist sie auch nach der Bezeichnung, der vom Landesamt für Denkmalpflege vergebenen Nummer oder der Bauzeit sortierbar.
Kulturdenkmäler werden fortlaufend im Denkmalverzeichnis des Landes Hessen durch das Landesamt für Denkmalpflege Hessen auf Basis des Hessischen Denkmalschutzgesetzes (HDSchG) geführt. Die Schutzwürdigkeit eines Kulturdenkmals hängt nicht von der Eintragung in das Denkmalverzeichnis des Landes Hessen oder der Veröffentlichung in der Denkmaltopographie ab.

Das Vorhandensein oder Fehlen eines Objekts in dieser Liste ist keine rechtsverbindliche Auskunft darüber, ob es Kulturdenkmal ist oder nicht: Diese Liste entspricht möglicherweise nicht dem aktuellen Stand der offiziellen Denkmaltopographie. Diese ist für Hessen in den entsprechenden Bänden der Denkmaltopographie Bundesrepublik Deutschland und im Internet unter DenkXweb – Kulturdenkmäler in Hessen einsehbar. Auch diese Quellen sind, obwohl sie durch das Landesamt für Denkmalpflege Hessen aktualisiert werden, nicht immer aktuell, da es im Denkmalbestand immer wieder Änderungen gibt.
Eine verbindliche Auskunft erteilt allein das Landesamt für Denkmalpflege Hessen.
Nutze diese Kartenansicht, um Koordinaten in der Liste zu setzen. In dieser Kartenansicht sind Kulturdenkmale ohne Koordinaten mit einem roten bzw. orangen Marker dargestellt und können in der Karte gesetzt werden. Kulturdenkmale ohne Bild sind mit einem blauen bzw. roten Marker gekennzeichnet, Kulturdenkmale mit Bild mit einem grünen bzw. orangen Marker.
| Bild            | Bezeichnung                       | Lage                                                   | Beschreibung                                                                                   | Bauzeit                          | Objekt-Nr. |
| --------------- | --------------------------------- | ------------------------------------------------------ | ---------------------------------------------------------------------------------------------- | -------------------------------- | ---------- |
| Bild gesucht BW | Wegekreuz                         | Am Rainbaum LageFlur: 37, Flurstück: 40                |                                                                                                | 1890, bezeichnet.                | 37430 DDB  |
| Bild gesucht BW | Fachwerkhaus                      | Am Rainbaum 1 LageFlur: 26, Flurstück: 79              | Langgestrecktes giebelständiges Fachwerkhaus auf mittelhohem Quadersockel mit Krüppelwalmdach. | 1836 (Inschrift)                 | 37422 DDB  |
| Bild gesucht BW | Hofreite                          | Am Rainbaum 6 LageFlur: 25, Flurstück: 70              |                                                                                                | 1675 (Sockelinschrift (moderne)) | 37423 DDB  |
| Bild gesucht BW | Fachwerkhaus                      | Am Rainbaum 8 LageFlur: 26, Flurstück: 65              | Giebelständiges zweistöckiges Fachwerkhaus auf mittelhohem Bruchsteinsockel.                   | Vor 1850                         | 37424 DDB  |
| Bild gesucht BW | Immakulata                        | Am Rasdorfer Weg LageFlur: 31, Flurstück: 72           | Situiertes Standbild der Immakulata.                                                           | 1905, bezeichnet.                | 37785 DDB  |
| Bild gesucht BW | Friedhofskreuz                    | Am Schwesternhaus LageFlur: 25, Flurstück: 104         |                                                                                                | 1849, bezeichnet.                | 37432 DDB  |
| Bild gesucht BW | Ehemaliger Bahnhof                | Am Schwesternhaus 8 LageFlur: 25, Flurstück: 94        |                                                                                                | 1906                             | 37425 DDB  |
| Bild gesucht BW | Fachwerkhaus                      | Am Steg 2 LageFlur: 25, Flurstück: 58                  |                                                                                                | 1770 (Inschrift)                 | 37426 DDB  |
| Bild gesucht BW | Fachwerkhaus                      | Am Steg 4 LageFlur: 25, Flurstück: 59                  |                                                                                                | 1799 (Sockelinschrift)           | 37427 DDB  |
| Bild gesucht BW | Steinkreuz                        | Brunnenstraße LageFlur: 26, Flurstück: 23              | Spätmittelalterliche Kreuz, ein sogenanntes „Mord– oder Sühnekreuz“.                           |                                  | 37429 DDB  |
| Fachwerkhaus    | Fachwerkhaus                      | Brunnenstraße 5 LageFlur: 26, Flurstück: 47            |                                                                                                | Vor 1850                         | 37428 DDB  |
| Bild gesucht BW | Katholische Kirche                | Eusebius-Breitung-Platz 6 LageFlur: 25, Flurstück: 105 | Barocker Bau nach Plänen von Andrea Gallasini, Fulda.                                          | 1736/40                          | 37431 DDB  |
| Bild gesucht BW | Bildstock                         | Gehilfersbergstraße LageFlur: 31, Flurstück: 61/1      |                                                                                                | 1685, bezeichnet.                | 37443 DDB  |
| Bild gesucht BW | Wegekreuz                         | Gehilfersbergstraße 2 LageFlur: 26, Flurstück: 96      | Reich gestaltetes Steinkruzifix.                                                               | 1888, bezeichnet.                | 37437 DDB  |
| Bild gesucht BW | Fachwerkhaus                      | Hauptstraße 9 LageFlur: 25, Flurstück: 85              | Kleines giebelständiges Fachwerkhaus auf talseitig hohem Bruchsteinsockel.                     | 18. Jahrhundert, vermutet.       | 37434 DDB  |
| Bild gesucht BW | Bildstock                         | Hauptstraße 29 LageFlur: 25, Flurstück: 47/2           |                                                                                                | 1685, bezeichnet.                | 37435 DDB  |
| Bild gesucht BW | Wegekreuz                         | In der Seewiese LageFlur: 35, Flurstück: 14            | Steinkruzifix                                                                                  | Ende des 19. Jahrhunderts        | 37445 DDB  |
| Bild gesucht BW | Wegekreuz                         | Leibolzer Straße LageFlur: 27, Flurstück: 51           | Steinkruzifix                                                                                  | Ende des 19. Jahrhunderts        | 37442 DDB  |
| Bild gesucht BW | Heiligenhäuschen                  | Leibolzer Straße LageFlur: 27, Flurstück: 57           |                                                                                                | 1861, bezeichnet.                | 37441 DDB  |
| Bild gesucht BW | Fachwerkhaus                      | Leibolzer Straße 1 LageFlur: 26, Flurstück: 92         |                                                                                                | Um 1800                          | 37438 DDB  |
| Bild gesucht BW | Fachwerkhaus, ehemaliges Gasthaus | Leibolzer Straße 2a LageFlur: 25, Flurstück: 86        |                                                                                                | Um 1800                          | 37433 DDB  |
| Bild gesucht BW | Fachwerkhaus                      | Leibolzer Straße 5 LageFlur: 26, Flurstück: 88         |                                                                                                | 1823 (Sockelinschrift)           | 37439 DDB  |
| Bild gesucht BW | Wegekreuz                         | Nüster Weg LageFlur: 25, Flurstück: 127                | Steinkruzifix                                                                                  | 1881, bezeichnet.                | 37436 DDB  |
| Bild gesucht BW | Wegekreuz                         | Rhönstraße LageFlur: 27, Flurstück: 107                | Steinkruzifix                                                                                  | 1872, bezeichnet.                | 37440 DDB  |
| Bild gesucht BW | Bildstock                         | Ufhäuser Tor LageFlur: 27, Flurstück: 50               |                                                                                                | 1685, bezeichnet.                | 37444 DDB  |
| Bild gesucht BW | Bildstock                         | Vorm Kleinberg LageFlur: 31, Flurstück: 49             |                                                                                                | 1685                             | 37784 DDB  |